# 皮瓦拉多尔
皮瓦拉多尔（法語：Puyvalador，法語發音：[pɥivaladɔʁ] ⓘ）是法国东比利牛斯省的一个市镇，位于该省西部，属于普拉德区。

## 地理
皮瓦拉多尔（42°38'47"N, 2°7'11"E）面积19.46 平方千米，位于法国奧克西塔尼大區东比利牛斯省，该省份为法国大陆部分最南部的省份，涵盖了北加泰罗尼亚，北起奥德省，西接阿列日省和安道尔，南与西班牙接壤，东临地中海。
与皮瓦拉多尔接壤的市镇（或旧市镇、城区）包括：勒普拉、凯里居特、勒布斯凯、埃斯库卢布尔、丰拉比乌斯、雷阿勒、福尔米盖尔。
皮瓦拉多尔的时区为UTC+01:00、UTC+02:00（夏令时）。

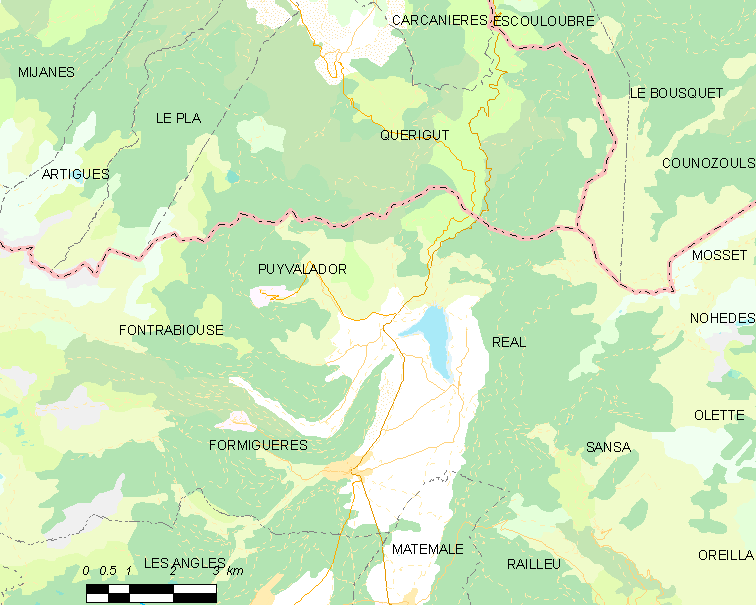
皮瓦拉多尔的OSM定位图

## 行政
皮瓦拉多尔的邮政编码为66210，INSEE市镇编码为66154。

## 政治
皮瓦拉多尔所属的省级选区为加泰罗尼亚比利牛斯县。

## 人口

1962-2008年间皮瓦拉多尔人口变化图示

皮瓦拉多尔于2022年1月1日时的人口数量为57人。